# Ауетал
Ауетал (њем. Auetal) општина је у њемачкој савезној држави Доња Саксонија. Једно је од 38 општинских средишта округа Шаумбург. Према процјени из 2010. у општини је живјело 6.317 становника. Посједује регионалну шифру (AGS) 3257003.

## Географски и демографски подаци
Ауетал се налази у савезној држави Доња Саксонија у округу Шаумбург. Општина се налази на надморској висини од 192 метра. Површина општине износи 62,2 km². У самом мјесту је, према процјени из 2010. године, живјело 6.317 становника. Просјечна густина становништва износи 102 становника/km².